# Szűcsi
Szűcsi község Heves vármegye Hatvani járásában.

## Fekvése
A Mátra délnyugati részén fekszik, Gyöngyöstől 14 kilométerre nyugat-északnyugatra. A közvetlenül határos települések: északkelet felől Gyöngyöspata, délkelet felől Nagyréde, dél felől Ecséd, délnyugat felől Rózsaszentmárton, északnyugat felől pedig Jobbágyi.

### Megközelítése
Csak közúton közelíthető meg, Gyöngyöspata vagy Rózssaszentmárton felől a 2402-es, Hort-Ecséd felől pedig a 24 142-es úton. Érinti még a területét az Ecsédet Rózsaszentmártonnal összekötő 24 141-es út is.

## Története
A település határában késő bronzkori szórványleletek és honfoglalás kori régészeti emlékek kerületek elő. Az első okleveles említése 1267-ben Swch alakban történt. A falu plébániája szerepelt az 1332-37. évi pápai tizedjegyzékben. A falu birtokosa a Szücsy család volt 1412-ig, majd a Pálócziaknak adományozta Zsigmond király. E család kihalta után 1527-ben Ráskay Zsigmond lett a birtokosa. A török hűbérbirtoknak használta és a jászberényi nahiéba tartozott, majd 1626-tól Földváry György tulajdonába került, s ettől kezdve ők és a beházasult rokon családok birtokolták két évszázadon keresztül a települést. A 19. század első felében a Wagner, Bajza, Orosz, Sipos, Rutkay és Tóth család birtokolta Szűcsit, a 20. század első felében pedig Schilchter Szidor számított a legnagyobb birtokosnak 1400 hold területtel.
Az első világháborúban 220-an vettek részt és 56-an haltak  hősi halált. A második világháború idején a község 2 hétig tartó álló harc után 1944. december 6-án szabadult fel. A községházát találat érte és így az iratok nagy része elpusztult.
1951-ben a község határában nagyarányú bányafeltárási munkálatok kezdődtek meg, amelynek eredményeképpen 1955-től két lignitbánya és egy altáró működött, egészen az 1960-as évek elejéig, a bánya bezárásáig.
1983-ig a Gyöngyösi járáshoz, a járások megszűnése után pedig 1984-1990 között pedig a Gyöngyösi városkörnyékhez tartozott. A tanácsrendszer alatt mindvégig önálló tanácsú község volt. 1990 óta – hasonlóan valamennyi városhoz és községhez – önkormányzattal rendelkezik. A 2019-es önkormányzati választások időpontjával (2019. október 13.) átkerült a Hatvani járásba.

## Közélete

### Polgármesterei
- 1990–1994: Kulcsár Károly (független)[4]
- 1994–1998: Kulcsár Károly (MSZP)[5]
- 1998–2002: Szekeres István (független)[6]
- 2002–2006: Szekeres István (független)[7]
- 2006–2008: Szekeres István (független)[8]
- 2008–2010: Berta István (független)[9]
- 2010–2014: Berta István (független)[10]
- 2014–2019: Berta István (független)[11]
- 2019–2024: Hordósné Kovács Krisztina (független)[12]
- 2024– : Hordósné Kovács Krisztina (Fidesz-KDNP)[1]

Szűcsiben 2008. április 6-án azért kellett időközi polgármester választást tartani, mert Szekeres István addigi polgármester, a harmadik ciklusának második feléhez közeledve lemondott.

## Népesség
A település népességének változása:
| Lakosok száma | 1600 | 1581 | 1569 | 1462 | 1452 | 1421 | 1426 |
|               | 2013 | 2014 | 2015 | 2021 | 2022 | 2023 | 2024 |

2001-ben a település lakosságának közel 100%-a magyar nemzetiségűnek vallotta magát.
A 2011-es népszámlálás során a lakosok 93,3%-a magyarnak, 2,7% cigánynak, 0,6% németnek, 0,3% ukránnak mondta magát (6,7% nem nyilatkozott; a kettős identitások miatt a végösszeg nagyobb lehet 100%-nál). A vallási megoszlás a következő volt: római katolikus 73,8%, református 1,7%, felekezeten kívüli 5,5% (18,2% nem nyilatkozott).
2022-ben a lakosság 92,7%-a vallotta magát magyarnak, 2,3% cigánynak, 0,2-0,2% németnek, ukránnak és horvátnak, 0,1-0,1% lengyelnek, örménynek, bolgárnak, ruszinnak és szerbnek, 1,2% egyéb, nem hazai nemzetiségűnek (7,2% nem nyilatkozott; a kettős identitások miatt a végösszeg nagyobb lehet 100%-nál). Vallásuk szerint 50,7% volt római katolikus, 1,7% református, 0,3% görög katolikus, 0,2% evangélikus, 1,4% egyéb keresztény, 0,8% egyéb katolikus, 7,8% felekezeten kívüli (37,1% nem válaszolt).

## Nevezetességei
- A községben született Bajza József, a magyar kritikairodalom megteremtője, Kossuth Hírlapjának, a Kritikai Lapok és az Athenaeum szerkesztője, a Pesti Magyar Színház (Nemzeti Színház) első igazgatója. A Bajza-kúriában Emlékmúzeum található. A helység általános iskolája szintén a költőről kapta nevét, akinek mellszobra is megtalálható a faluban.
- Háborús emlékhelyek: a juhakol, amely 1944 telén a szökött katonáknak adott menedékhelyet. A községben andezittufába vájt pincesor található, ahova a front átvonulásakor a faluból többen menekültek.
- A településen színvonalas Asszonykórus működik.
- Klasszicista stílusú templomát 1825-1828 között építette Rábi Károly. Szabadon álló, egyhajós, homlokzattornyos épület. Védőszentje: Szent Kereszt.
- Nepomuki Szent János szobra a templom előtt baloldalt helyezkedik el. A színes kőből faragott szobrot 1872-ben újították fel.
- Az I. és II. világháború hőseinek állít emléket a templomkertben lévő hősi emlékmű.
- A templom kertjében található a község múltja rendkívül szomorú eseményének emléke, egy kopjafa, mely a volt X-es aknában 1959-ben történt bányaszerencsétlenség 31 áldozatának állít emléket.
- A természeti és környezeti adottságok kedvezők a szőlő termesztésre, a település a mátraaljai történelmi borvidék része. Északi oldalán az idelátogató turista tufába vájt, sajátos hangulatú borospincék sorát találja.
- A Táncsics Mihály u. 4. sz. alatti magánterület, a hagyomány szerint az egykori Pálos-rendi szerzetes kolostor romja. A terméskőből álló középkori falak részben 15. századiak. A fennmaradt gazdasági épület kétharmad része alatt pince helyezkedik el.
- A település déli határában festői szépségű tavak vonják magukra az ide látogatók figyelmét. Mindhárom tó hallal telepített, a meghatározó halfajta a ponty, de található itt keszeg, harcsa, csuka, süllő és amur is.

## Testvértelepülése
- Csíkszenttamás (Románia)

## Galéria

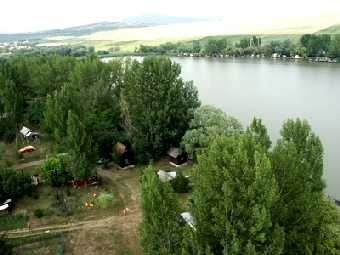
Tópart
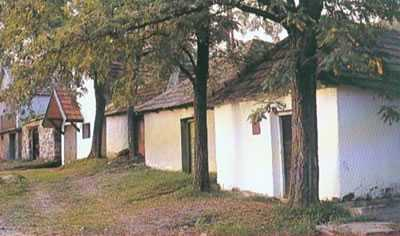
Régi pincesor
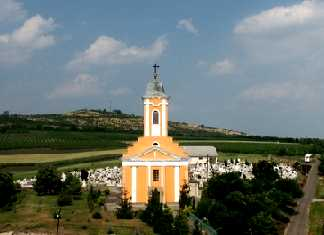
Katolikus templom
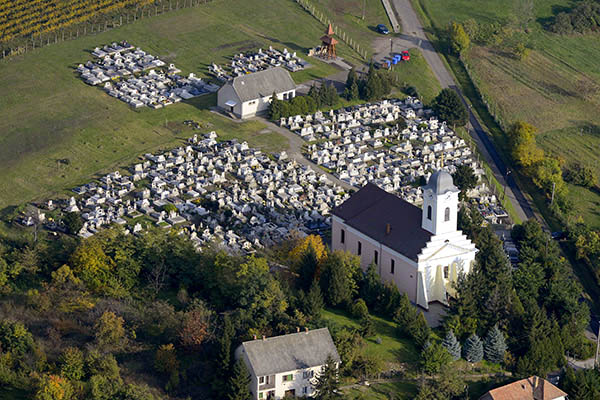
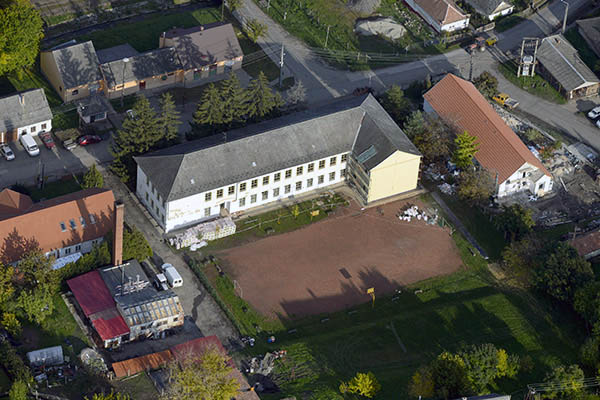
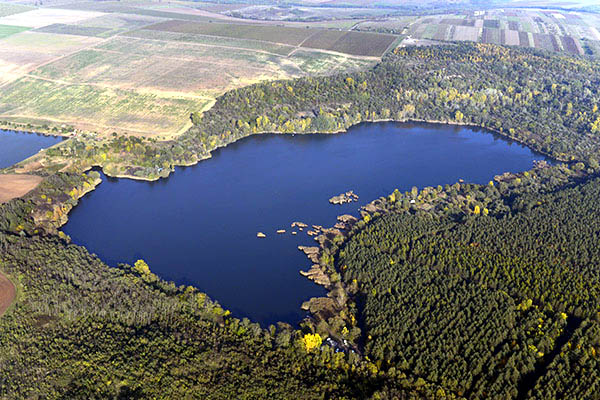